# Bahnhof Juvisy

Der französische Bahnhof Juvisy liegt als Trennungsbahnhof an den Eisenbahnlinien Bahnstrecke Paris–Bordeaux von Paris Gare d’Austerlitz nach Bordeaux-Saint-Jean und Bahnstrecke Villeneuve-Saint-Georges–Montargis (745 000). Er befindet sich auf dem Gebiet der Gemeinde Juvisy-sur-Orge, die Anlagen des – heute stillgelegten – Rangierbahnhofs liegen zum großen Teil auf dem Gemeindegebiet von Athis-Mons im Département Essonne in der Region Île-de-France.
Der Bahnhof wird heute von der französischen Eisenbahngesellschaft Société nationale des chemins de fer français, sowie dem Réseau ferré de France für die Gleisanlagen, betrieben. Der Bahnhof ist der einzige des Pariser RER-Netzes, in welchem ein direkter Übergang zwischen den Linien C und D möglich ist.

## Lage  und Bedeutung
Der Bahnhof Juvisy liegt am
- Kilometerpunkt 19,038 der Eisenbahnlinie Paris-Austerlitz ↔ Bordeaux-Saint-Jean.
- Kilometerpunkt 21,129 der Eisenbahnlinie Villeneuve-Saint-Georges  ↔ Montargis,
- Kilometerpunkt 91,910 der Pariser Ringlinie Ligne de la grande ceinture.

Juvisy ist ein wichtiger Knotenpunkt für den Eisenbahnverkehr südlich von Paris. Was die Anzahl der Gleise betrifft, so ist dieser Bahnhof mit 13 Gleisen (8 für RER C und TGV in Richtung Etampes, 5 für RER D in Richtung Corbeil-Essonne) – abgesehen von den großen Pariser Bahnhöfen – der größte Bahnhof der Île-de-France.

## Geschichte
1840 wurde im Südosten von Paris zunächst durch die Compagnie du chemin de fer de Paris à Orléans (Kurzbezeichnung PO) die über Juvisy führende Linie Paris – Corbeil gebaut. Dort zweigt seit 1843 die Strecke nach Orléans ab. Im Zwickel zwischen den beiden Zweigen wurde im Juni 1843 ein provisorisches Bahnhofsgebäude aus Holz errichtet, welches bereits 1846/47 durch ein steinernes Gebäude ersetzt wurde.
Bereits 1850 – Juvisy zählte damals knapp über 400 Einwohner – hielten in jeder Fahrtrichtung täglich 14 – 16 Züge. Direktfahrten nach Paris dauerten 27 Minuten; Züge, die an jeder Station hielten, brauchten 44 Minuten.
Die Compagnie des chemins de fer de Paris à Lyon et à la Méditerranée (kurz als PLM bezeichnet) vollendete im Jahr 1863 den Bau einer Verbindungsspange zwischen Juvisy und dem auf dem rechten Seineufer liegenden Bahnhof Villeneuve-Saint-Georges. Gemäß einer bereits 1857 unterzeichneten Vereinbarung trat daraufhin die PO die Strecke Juvisy-Corbeil-Melun an die PLM ab. Der Bahnhof Juvisy wurde von beiden Gesellschaften gemeinsam betrieben. Er gewann in seiner Eigenschaft als Bindeglied zwischen zwei verschiedenen Eisenbahnnetzen zunehmend an Bedeutung.
Einen weiteren Bedeutungszuwachs brachten die Jahre nach 1880, als die äußere Pariser Ringlinie, die Ligne de la grande ceinture de Paris über Juvisy gebaut wurde, was weitere Strecken durch den Bahnhof notwendig machtet: Der Güterbahnhof wurde aufwändig erweitert, und ein Rangierbahnhof errichtet, welcher im September 1884 in Betrieb ging. Zwischen 1884 und 1888 wurde das Bahnhofsgebäude vergrößert und ein zweites Stockwerk, mit Dienstwohnung für den Stationsvorsteher, aufgesetzt. Es kamen zwei Fußgängerübergänge hinzu, welche die beiden Gleisbündel überqueren und zum Vorplatz des Bahnhofgebäudes führen. 1894 wurde in der ehemaligen Güterhalle ein Lokdepot eingerichtet, mit Werkstätten für Wartungsarbeiten und kleinere Reparaturen. 1895 baute die Compagnie du Paris-Orléans in Athias-Mons Wohnungen für 350 in Juvisy beschäftigte Eisenbahner.
Schon 1903 wurde die Strecke Paris Gare d’Austerlitz – Juvisy elektrifiziert: zunächst mit 600 V Betriebsspannung, die Stromzuführung erfolgte – wie bei der Pariser Metro – über eine Stromschiene. Im Juni 1927 wurde auf Gleichspannung 1500 V  mit Oberleitung umgestellt. 1904 wurde wegen des stetig steigenden Zugaufkommens, auf der Strecke Paris-Austerlitz – Juvisy – Étampes die Zahl der Gleise von zwei auf vier verdoppelt.
1983 wurde das Stellwerk 1 von Juvisy durch ein moderneres Relaisstellwerk ersetzt. Der davon betreute Streckenbereich wird täglich von ca. 1200 Zügen durchfahren: Es sind dies vor allem Züge des RER C und RER D, aber auch Fernverkehrszüge, welche zwischen Paris-Austerlitz und dem Zentrum bzw. dem Südwesten Frankreichs unterwegs sind, und Güterzüge.

Der Bahnhof Juvisy
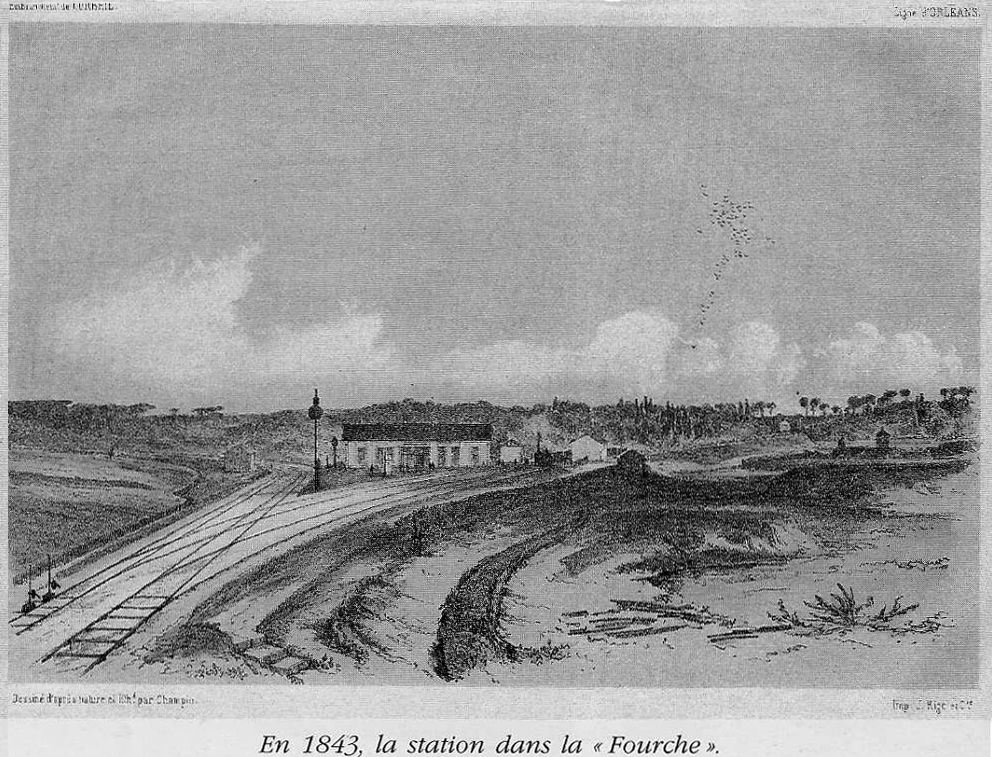
Der Bahnhof 1843
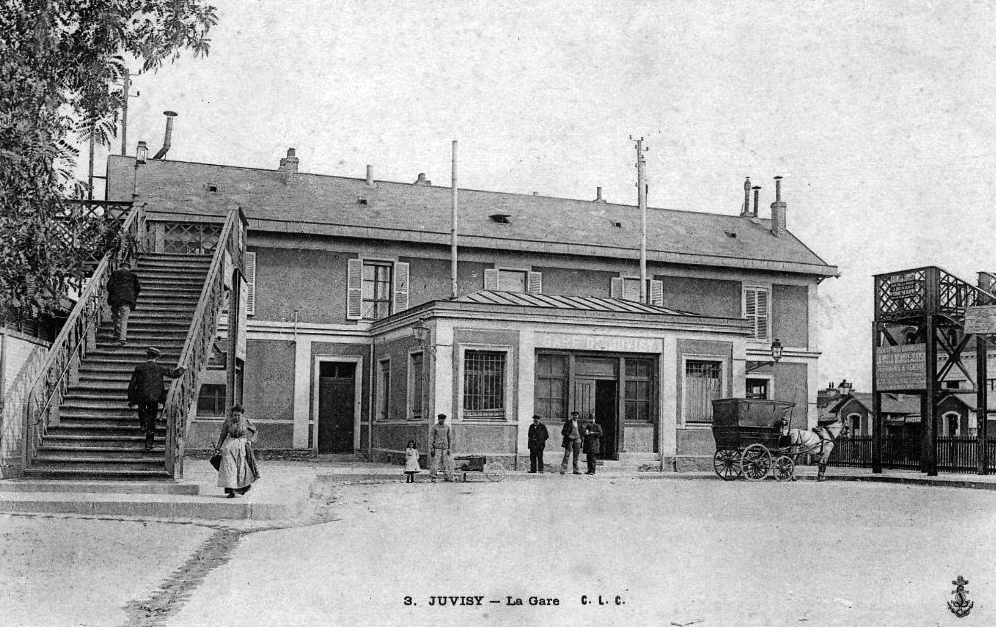
Bahnhof um 1900
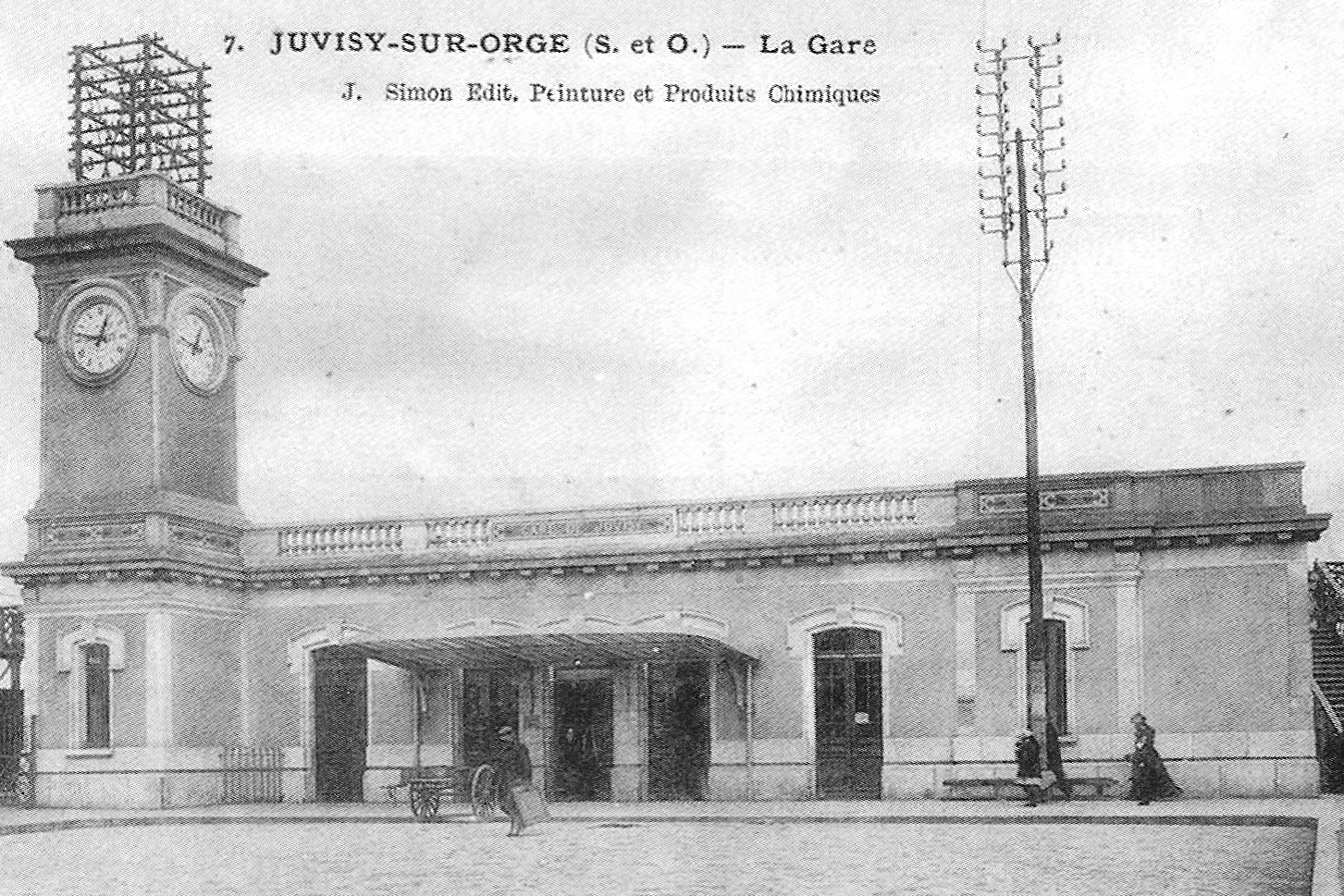
Das 1907 erbaute Bahnhofsgebäude
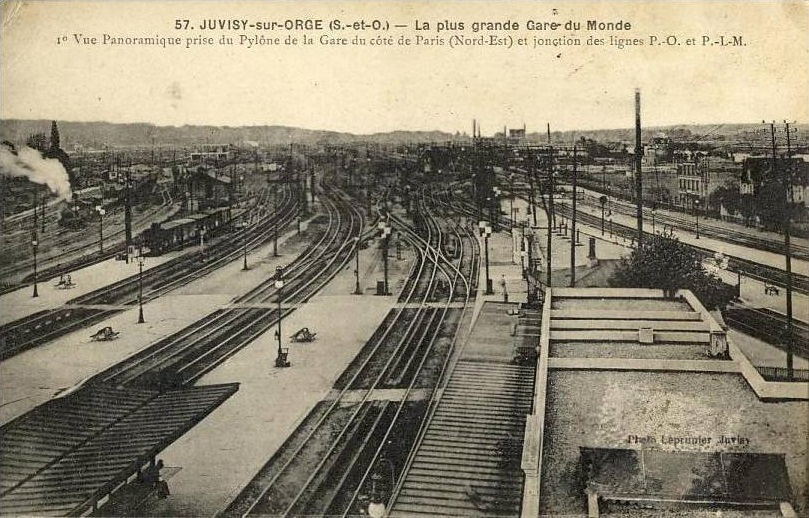
Gleisanlagen um 1914
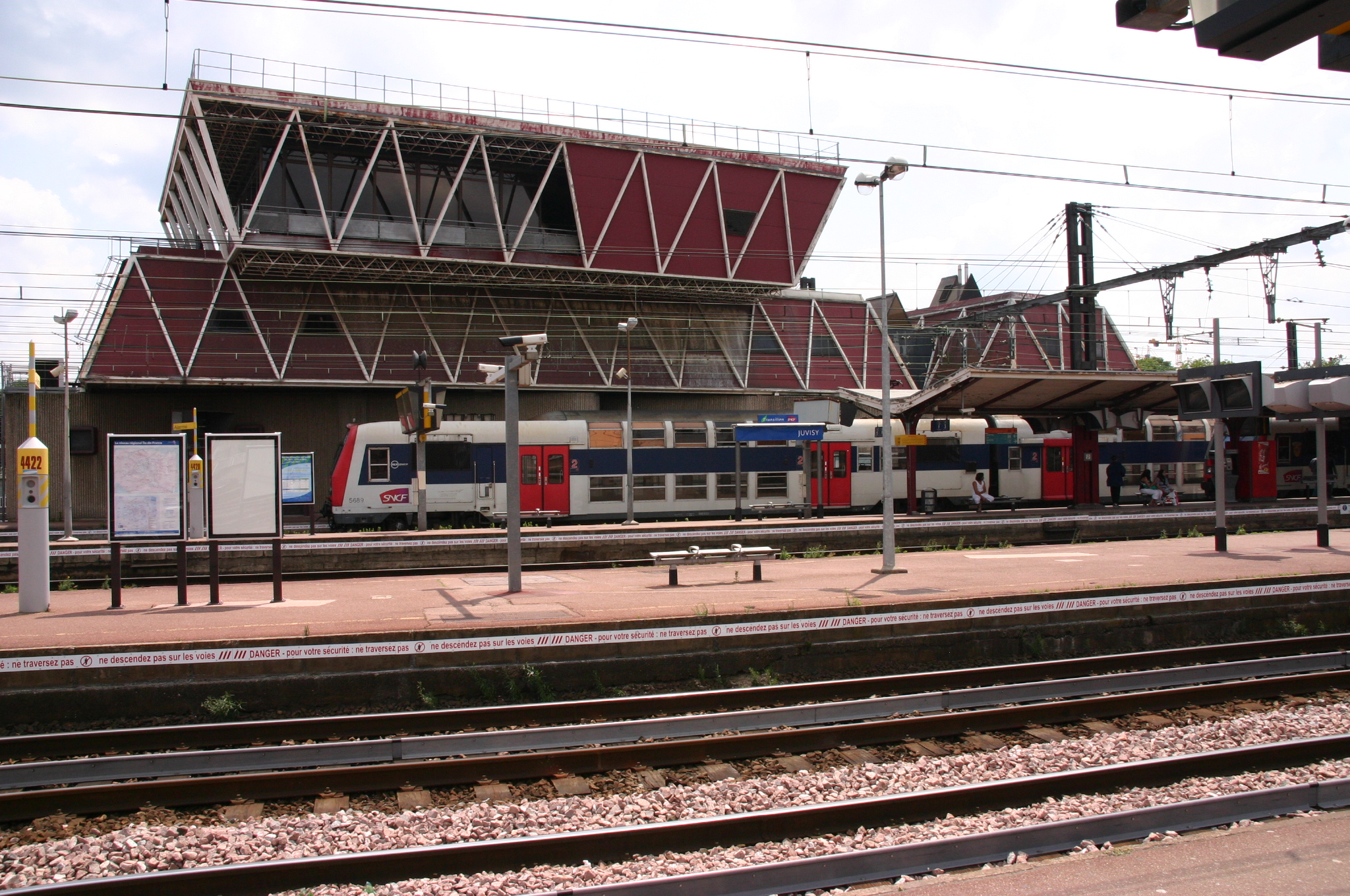
Das Stellwerk aus dem Jahr 1983
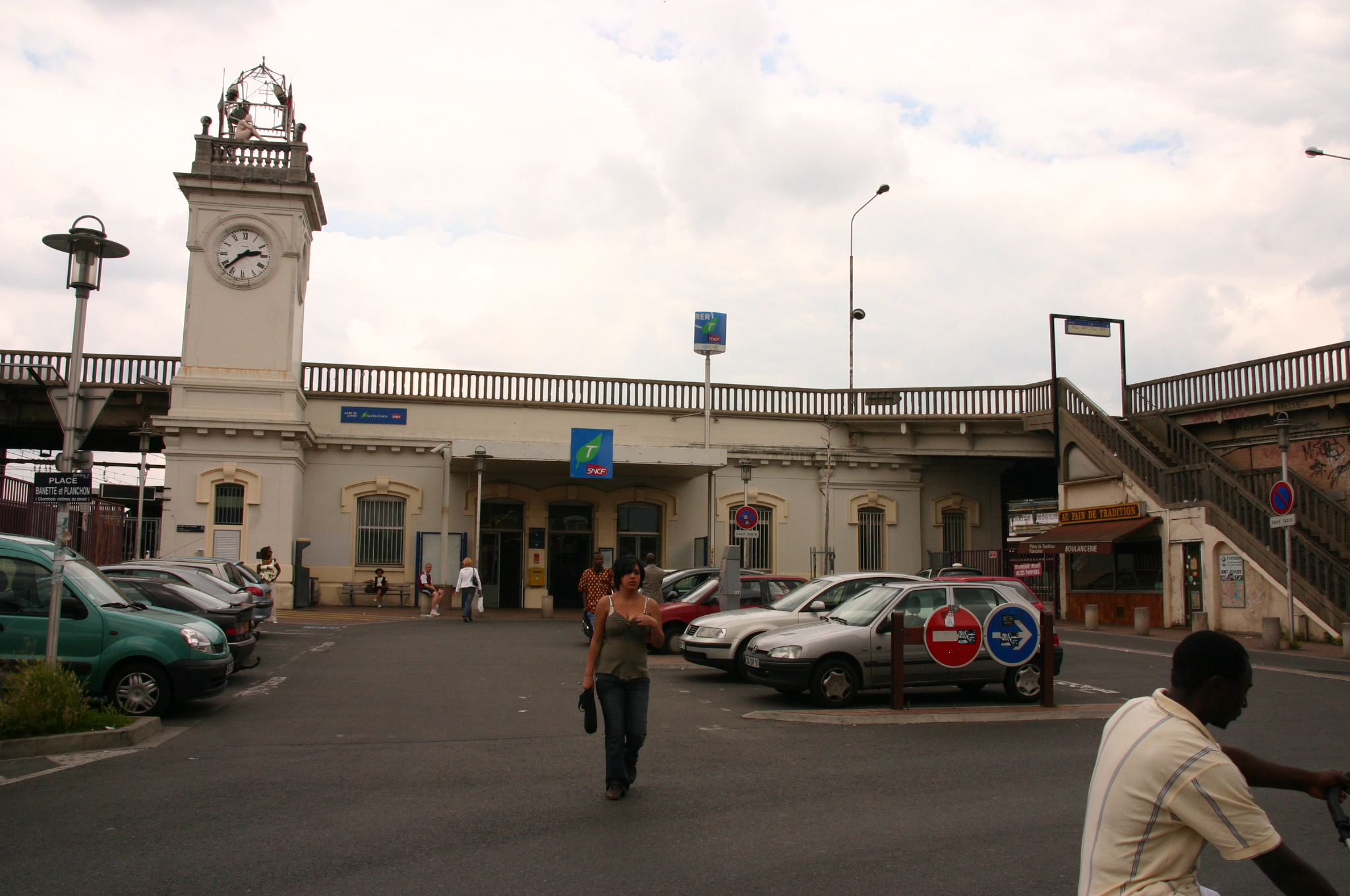
Das Bahnhofsgebäude im Jahr 2007

## Nutzung des Bahnhofs

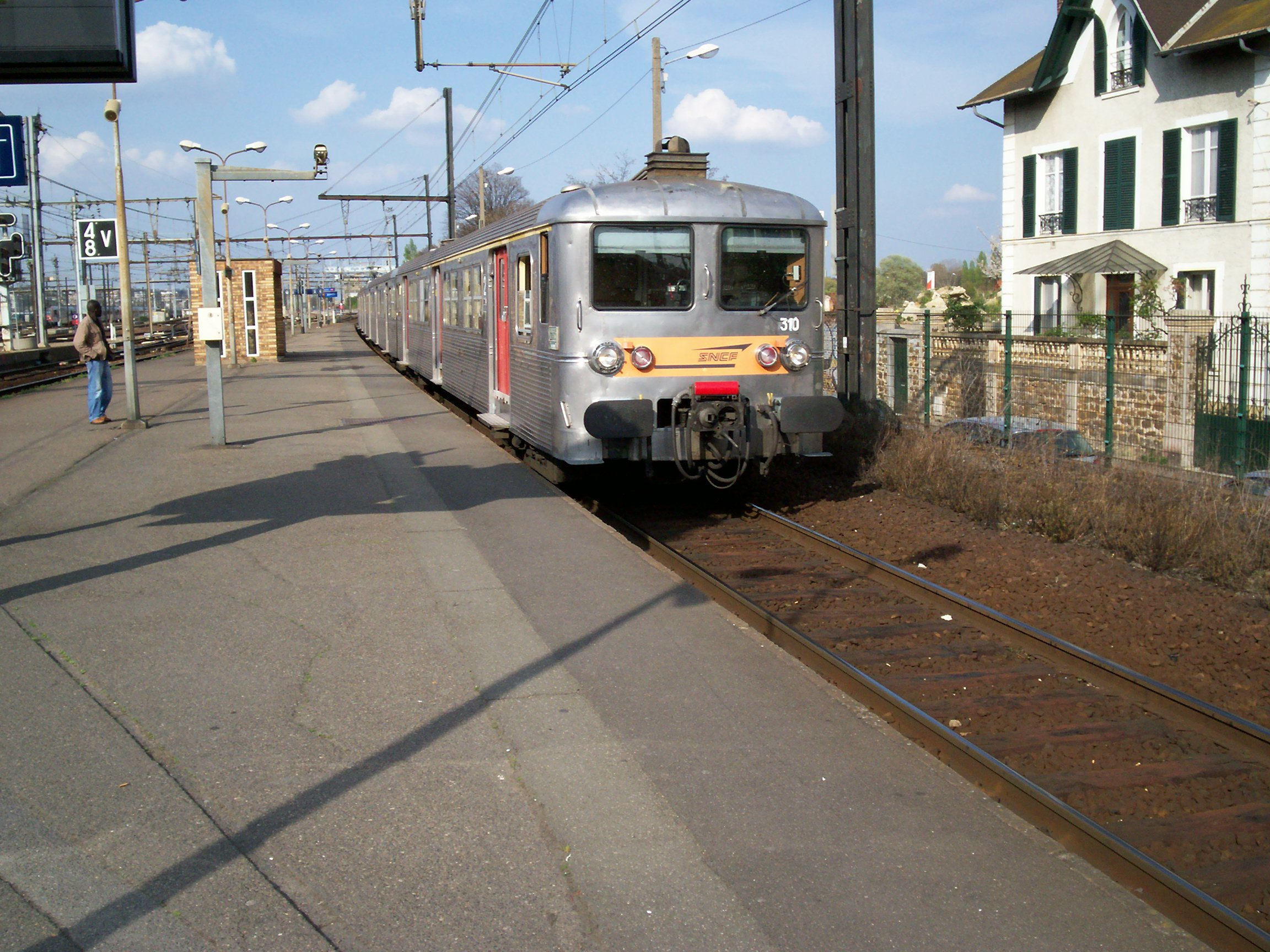
Bahnhof Juvisy: ein Silberling Z5300 auf der RER D Strecke

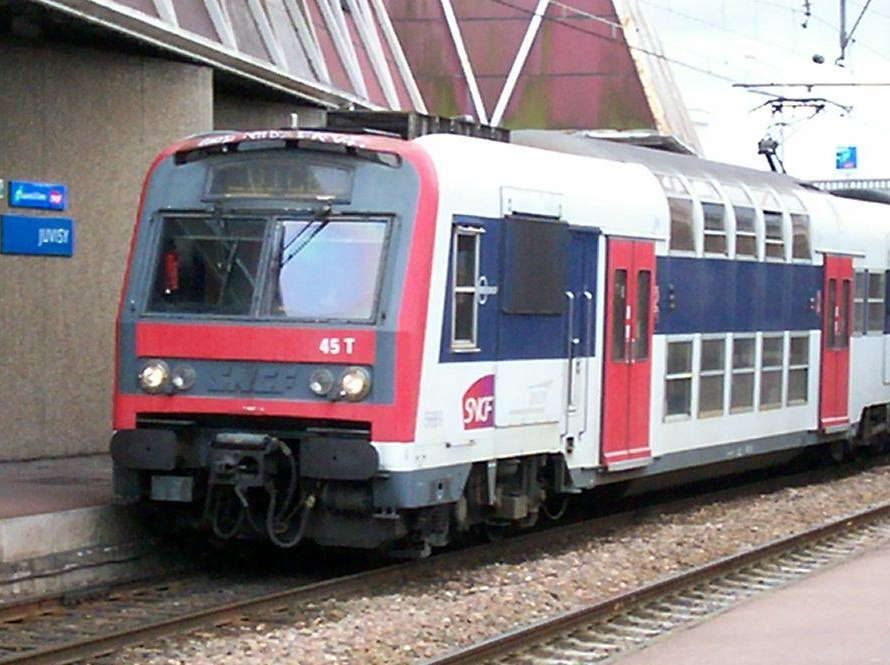
Bahnhof Juvisy: ein Doppelstockzug des RER C

### Fahrgastzahlen
Täglich benützen 60.000 Fahrgäste den Bahnhof Juvisy. In bis zu 30 Minuten Entfernung vom Bahnhof leben fast eine Million Menschen und dort gibt es mehr als 500.000 Arbeitsplätze (Zahlen für 2012).

### Verbindungen und Fahrtdauer
Im Bahnhof Juvisy halten zu den Hauptverkehrszeiten pro Stunde und Fahrtrichtung  bis zu 12 Züge auf den RER-D-Strecken und 16 Züge auf den RER-C-Strecken.
- RER C: Eine Fahrt im RER zwischen Juvisy und Paris-Austerlitz und umgekehrt dauert etwa 23 Minuten, nach Verseilles-Chantier 50 Minuten.
- RER D: Die Fahrt nach Paris-Gare de Lyon dauert 27 Minuten, nach Süden sind die Züge nach Malesherbes im Stundentakt oder alle 30 Minuten unterwegs; nach Melun fahren die Züge im Stundentakt, bzw. alle 15 Minuten. Die Fahrt geht über Corbeil-Essonnes und dauert rund 50 Minuten.

Seit 2007 hält auch der TGV Lille – Brive-la-Gaillarde, der allerdings nur mit einer Fahrt pro Tag bedient ist. Nach Lille dauert die Fahrt knapp zwei Stunden. Nach Brive sind die Reisenden etwas mehr als vier Stunden lang unterwegs.

### Nahverkehrsknoten Juvisy
1200 Züge fahren täglich durch den Bahnhof, die drei Busbahnhöfe in Bahnhofsnähe werden tagsüber von sechs RATP-Linien und von 14 Linien anderer regionaler Busgesellschaften angefahren. Nachts kommen die Busse von fünf Noctilien-Linien zum Bahnhof Juvisy.
Zudem soll die bisher an der Haltestelle Porte de l’Essonne endende Linie 7 der Pariser Straßenbahn bis Mitte 2030 bis zum Bahnhof Juvisy als neuen Endpunkt verlängert werden.

### Geplante Verbesserungen am Bahnhof
Ab 2014 sind umfangreiche Umbaumaßnahmen geplant, um den Bahnhof kundenfreundlicher zu gestalten:
- Verbesserung der Zugangsmöglichkeiten zu den Bahnsteigen und Verbesserung des Verkehrsflusses auf dem gesamten Gelände, u. a. durch den Bau weiterer Fußgängerunterführungen;
- Verbesserung der Übergangsmöglichkeiten zwischen den Busbahnhöfen (einschließlich der Verlegung eines Busbahnhofes) und der Eisenbahn;
- optimale Platzierung der Straßenbahnendhaltestelle auf dem Bahnhofsvorplatz.

## Rangierbahnhof
Im Rahmen der vorbereitenden Maßnahmen zur Landung der Alliierten in der Normandie sollten die Nachschubwege der deutschen Truppen unterbrochen werden. Dazu gehörte auch die Zerstörung von Eisenbahnanlagen. In diesem Zusammenhang wurde der Bahnhof Juvisy  am 18. April 1944 von der englischen Luftwaffe bombardiert: In fünf Angriffswellen wurden rund 2000 Bomben, mit einem Gesamtgewicht von rund 1200 t, abgeworfen. Vor allem der Rangierbahnhof wurde schwer beschädigt; mehr als 40 km Gleise waren zerstört, aber das Hauptgebäude des Personenbahnhofs mit dem charakteristischen Uhrturm blieb unbeschädigt. Auch die Orte Juvisy-sur-Orge und das benachbarte Athis-Mons wurden schwer getroffen: Mehr als 1000 Wohnungen wurden zerstört, knapp 400 Personen verloren ihr Leben.
Dies führte dazu, dass Juvisy zunächst ergänzend zum Rangierbahnhof von Villeneuve-Saint-Georges betrieben wurde. Aber bereits während das Sommers 1944 begann der Wiederaufbau, welches im Juni 1946 abgeschlossen werden konnte. Neben der Erneuerung der Gleiseinrichtungen und der Stellwerke, des Baus von Überwerfungsbauwerken zur Vereinfachung der Verkehrsführung wurden auch neue Gebäude für die Beschäftigten errichtet. In Juvisy wurden die aus dem Süden Frankreichs kommenden Güterzüge neu zusammengestellt und insbesondere in die Ile-de-France und den Norden Frankreichs weitergeleitet.
In den 1980er Jahren wurde eine Neuorganisation des Güterverkehrs im Pariser Raum beschlossen: Ab 1986 wurden sukzessive Leistungen vom Rangierbahnhof Juvisy an andere Orte verlegt. 1994 wurde er vollständig geschlossen.